# Mailand–Sanremo 2015
Das Straßenradrennen Mailand–Sanremo 2015 war die 106. Austragung dieses Klassikers und fand am 22. März 2015 statt. Wie schon im Vorjahr wurde das Rennen an einem Sonntag ausgetragen. Das Eintagesrennen war Teil der UCI WorldTour 2015 und innerhalb dieser das vierte von 28 Rennen. Außerdem war es das erste von fünf „Monumenten des Radsports“ der Saison 2015. Die Gesamtdistanz des Rennens betrug 293 Kilometer. Es siegte der Deutsche John Degenkolb aus der deutschen Mannschaft Giant-Alpecin vor dem Norweger Alexander Kristoff aus der russischen Mannschaft Katusha und dem Australier Michael Matthews aus der australischen Mannschaft Orica GreenEdge.
Für John Degenkolb war es der erste Sieg bei Mailand–Sanremo und auch der erste Sieg für ihn bei einem der Monumente des Radsports überhaupt. Er war der vierte deutsche Profi, nach Rudi Altig (1968), Erik Zabel (1997, 1998, 2000, 2001) und Gerald Ciolek (2013), der das Rennen Mailand–Sanremo für sich entschied. Somit war es der siebte deutsche Sieg bei diesem Rennen.

## Teilnehmer

### Überblick
| 17 UCI WorldTeams AG2R La Mondiale (ALM) Astana Pro Team (AST) BMC Racing Team (BMC) Etixx-Quick Step (EQS) FDJ (FDJ) IAM Cycling (IAM) | Team Katusha (KAT) Lampre-Merida (LAM) Lotto Soudal (LTS) Movistar Team (MOV) Orica GreenEdge (OGE) Team Sky (SKY) | Team Cannondale-Garmin (TCG) Tinkoff-Saxo (TCS) Trek Factory Racing (TFR) Team Giant-Alpecin (TGA) Team Lotto NL-Jumbo (TLJ) |
| 8 UCI Professional Continental Teams Androni Giocattoli (AND) Bardiani CSF (BAR) Bora-Argon 18 (BOA)                                    | CCC Sprandi Polkowice (CCC) Cofidis, Solutions Crédits (COF) Colombia (COL)                                        | MTN-Qhubeka (MTN) Team Novo Nordisk (TNN)                                                                                    |

Startberechtigt waren die 17 UCI WorldTeams der Saison 2015. Zusätzlich vergab der Veranstalter Wildcards an acht UCI Professional Continental Teams. Die 25 teilnehmenden Mannschaften traten mit jeweils acht Fahrern an. Dadurch ergab sich ein Starterfeld von insgesamt 200 Fahrern aus 33 Nationen. Unter den Fahrern befanden sich elf Deutsche, zwei Österreicher und fünf Schweizer.

### Favoriten
Die Favoriten auf den Sieg des Rennens waren unter anderem der Titelverteidiger Alexander Kristoff (KAT), der Sieger des Jahres 2009, Mark Cavendish (EQS) und der Sieger von 2008, Fabian Cancellara (TFR), der zuletzt viermal in Folge (2011–2014) auf dem Podium war. Weitere Fahrer mit guten Chancen auf einen Sieg waren John Degenkolb (TGA), Peter Sagan (TCS), Philippe Gilbert, Greg Van Avermaet (beide BMC) sowie Michael Matthews (OGE). Zum erweiterten Favoritenkreis zählten ebenfalls Nacer Bouhanni (COF), André Greipel (LTS), Ben Swift (SKY) und Vincenzo Nibali (AST).
Mit Filippo Pozzato (LAM) (2006), Fabian Cancellara (2008), Mark Cavendish (2009), Matthew Goss (2011), Gerald Ciolek (beide MTN) (2013) und Alexander Kristoff (2014) waren insgesamt sechs ehemalige Gewinner von Mailand–Sanremo am Start.

## Strecke

### Streckenführung
Im Vergleich zur Strecke des Vorjahres gab es nur eine Veränderung. Das Ziel lag nicht mehr auf der Lungomare Italo Calvino in Sanremo, wie es in den letzten Jahren der Fall war. Es wurde auf die Via Roma in Sanremo verlegt. Dort endete das Rennen bereits von 1949 bis 1985 und von 1994 bis 2007. Dadurch verringerte sich die Renndistanz um einen Kilometer von 294 Kilometer auf 293 Kilometer.
Darüber hinaus war eine weitere Streckenänderung geplant. Es sollte – wie schon 2014 – ein weiterer Anstieg, der Pompeiana-Anstieg, ins Programm aufgenommen werden. Aufgrund von Erdrutschen in dieser Gegend und Kritik von Fahrern und Fans wurde diese Änderung allerdings nicht umgesetzt.
Der Start des Rennens erfolgte auf der Via della Chiesa Rossa im Südwesten der Stadt Mailand. Die Strecke führte von dort aus in Richtung Süden. Die erste Hälfte des Kurses war relativ flach. Bei Kilometer 134,7 war die erste Verpflegungszone in Campo Ligure. Kurz darauf folgte der erste von sechs Anstiegen bei Kilometer 143,0 mit dem Passo del Turchino. Dies war der längste Berg des Tages mit einer Länge von 8,2 Kilometern. Auf dessen Gipfel befanden sich die Fahrer mit einer Höhe von 532 Metern auf dem höchsten Punkt des Tages. Wenige Kilometer später erreichten die Fahrer den Ort Voltri und somit die ligurische Küste. Von dort aus ging es die Küste entlang in Richtung Südwesten bzw. Sanremo weiter. Nach einem flachen Streckenabschnitt war bei Kilometer 223,2 die zweite Verpflegungszone in Ceriale. Danach waren drei kleinere Anstiege, der Capo Mele (bei Kilometer 241,3), der Capo Cervo (bei Kilometer 246,4) und der Capo Berta (bei Kilometer 254,3) zu bewältigen. Darauf folgte bei Kilometer 271,5 in Cipressa ein 5,6 Kilometer langer Berg. Der letzte Anstieg des Tages war der Poggio di Sanremo bei Kilometer 287,5 mit einer Länge von 3,7 Kilometern. Dieser Gipfel lag 5,5 Kilometer vor dem Ziel. Es folgte eine 3,2 Kilometer lange Abfahrt. Die letzten 2,3 Kilometer bis zum Ziel waren dann wieder flach. Das Rennen endete nach 293,0 Kilometern auf der Via Roma in der Stadt Sanremo.
Während des Rennens wurden in chronologischer Reihenfolge die Provinzen Mailand und Pavia in der Region Lombardei, Alessandria in der Region Piemont sowie Genua, Savona und Imperia in der Region Ligurien durchquert.

### Ereignisse
Während des Rennens wurden sechs Anstiege befahren sowie zwei Verpflegungszonen passiert.
| Ereignis         | Ort                              | Kilometer vom Start | Kilometer zum Ziel | Höhe  |
| ---------------- | -------------------------------- | ------------------- | ------------------ | ----- |
| Start            | Mailand (Via della Chiesa Rossa) | 000,0               | 293,0              | 110 m |
| Verpflegungszone | Campo Ligure                     | 134,7               | 158,3              | 342 m |
| Anstieg          | Passo del Turchino               | 143,0               | 150,0              | 532 m |
| Verpflegungszone | Ceriale                          | 223,2               | 069,8              | 008 m |
| Anstieg          | Capo Mele                        | 241,3               | 051,7              | 067 m |
| Anstieg          | Capo Cervo                       | 246,4               | 046,4              | 061 m |
| Anstieg          | Capo Berta                       | 254,3               | 038,7              | 130 m |
| Anstieg          | Cipressa                         | 271,5               | 021,5              | 239 m |
| Anstieg          | Poggio di Sanremo                | 287,5               | 005,5              | 160 m |
| Ziel             | Sanremo (Via Roma)               | 293,0               | 000,0              | 005 m |

## Rennverlauf

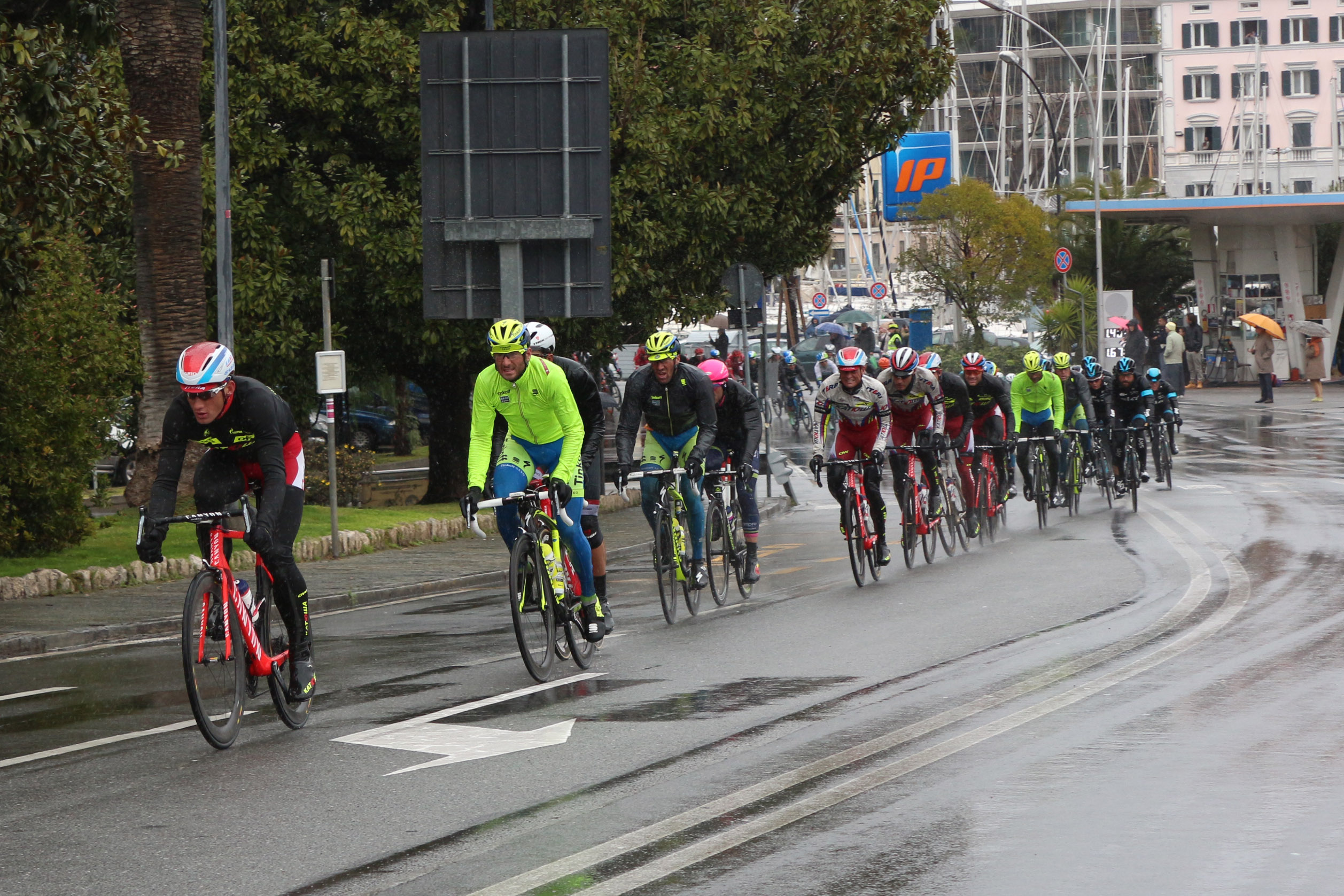
Peloton in Savona

Das Rennen startete um 10:10 Uhr in Mailand. Zu Beginn des Rennens herrschten Temperaturen von unter zehn Grad Celsius bei Dauerregen. Das Wetter besserte sich, als die Fahrer die ligurische Küste erreichten. Bis zum Ende des Rennens trockneten die Straße dann ab.
Die Fluchtgruppe des Tages bestand aus elf Fahrern und hatte einen maximalen Vorsprung von zehn Minuten. Sie bestand aus Julien Bérard (ALM), Tiziano Dall’Antonia, Marco Frapporti (beide AND), Stefano Pirazzi (BAR), Jan Bárta (BOA), Adrian Kurek (CCC), Sebastián Molano (COL), Matteo Bono (LAM), Serge Pauwels (MTN), Maarten Tjallingii (TLJ) und Andrea Peron (TNN). Drei dieser Ausreißer waren bereits im Vorjahr Teil der Fluchtgruppe, dies waren Barta, Bono und Tjallingii. Am Passo del Turchino betrug der Vorsprung vor dem Peloton fünf Minuten, am Capo Mele, dem zweiten Anstieg, waren es nur noch zweieinhalb Minuten. Die Nachführarbeit im Hauptfeld wurde vor allem von den Mannschaften Trek, Katusha, Tinkoff-Saxo, Lampre und Etixx-Quick Step gemacht. Der erste Fahrer, der aus der Spitzengruppe zurückfiel, war Sebastián Molano. Am Capo Berta bestand sie nur noch aus Bérard, Pirazzi, Bono und Pauwels. In der Abfahrt dieses Berges führten nun auch die Mannschaften Lotto Soudal, Codifis und Sky. Als Sky führte, stürzte Ian Stannard (SKY), der sich an vierter Position des Hauptfeldes befand. Seine drei Teamkollegen, Luke Rowe, Geraint Thomas und Ben Swift, die vor ihm fuhren, konnten sich dadurch vom Feld absetzen. Die drei Sky-Fahrer holten alle Ausreißer bis auf Matteo Bono ein.
Am Anstieg der Cipressa gab es mehrere Angriffe aus dem Peloton heraus. So versuchten unter anderem Silvan Dillier, Greg Van Avermaet (beide BMC) und Zdeněk Štybar (EQS), zu entkommen. Noch am Berg wurden allerdings alle Ausreißer wieder vom Hauptfeld eingeholt. Das Team Sky und der Teamkollege von Cancellara, Julián Arredondo (TFR), verrichteten in dieser Phase die Nachführarbeit. Dadurch geriet auch Alexander Kristoff (KAT) am Ende des Feldes in leichte Schwierigkeiten, er konnte sich aber im Feld halten. In der Abfahrt der Cipressa attackierte Daniel Oss (BMC), dem sich Geraint Thomas anschloss. Am Anstieg zum Poggio di Sanremo konnte das Feld um die Favoriten durch die Führungsarbeit von Luca Paolini (KAT) Daniel Oss wieder einholen. Dabei fiel unter anderem der Mitfavorit André Greipel (LTS) zurück. Außerdem gab es weitere Ausreißversuche durch Greg van Avermaet, Julián Arredondo, Peter Sagan (TCS) und Michael Matthews (OGE). Thomas hatte am Gipfel noch einen geringen Vorsprung auf seine Konkurrenten. Kurz darauf schlossen sie aber auf und fuhren wieder in einer Gruppe. In der folgenden Abfahrt kam es in einer noch nassen, rutschigen Kurve zu einem Sturz. Gerald Ciolek (MTN), Philippe Gilbert (BMC), Zdeněk Štybar und Michał Kwiatkowski (EQS) waren dabei betroffen und hatten somit keine Chance mehr auf den Sieg. Die Fahrer vor ihnen erreichten das Ziel in einer größeren Gruppe. Es kam zu einer Sprintentscheidung, in der zwar Luca Paolini den Sprint für seinen Teamkollegen Kristoff anzog, dieser aber zu früh den Sprint eröffnen musste. Dadurch konnte John Degenkolb (TGA) ihn noch vor der Zielgeraden überholen und den Zielsprint aus der 26-köpfigen Gruppe vor Alexander Kristoff und Michael Matthews für sich entscheiden.

## Ergebnis

### UCI WorldTour
Mailand–Sanremo war innerhalb der UCI WorldTour 2015 ein Rennen der 3. Kategorie. Deshalb erhielten die zehn besten Fahrer – vorausgesetzt sie fahren für ein UCI WorldTeam – Punkte für das UCI WorldTour Ranking mit folgender Punkteverteilung:
| Platzierung | 1.  | 2. | 3. | 4. | 5. | 6. | 7. | 8. | 9. | 10. |
| Punkte      | 100 | 80 | 70 | 60 | 50 | 40 | 30 | 20 | 10 | 4   |

### Endstand
Von den 200 gemeldeten Fahrern gingen 199 an den Start, von denen wiederum 160 im Ziel angekommen sind.
| Platz | Fahrer               | Nation | Team                       | Zeit                    | Punkte |
| ----- | -------------------- | ------ | -------------------------- | ----------------------- | ------ |
| 01.   | John Degenkolb       | GER    | Team Giant-Alpecin         | 6:46:16 h (43,272 km/h) | 100    |
| 02.   | Alexander Kristoff   | NOR    | Team Katusha               | gleiche Zeit            | 080    |
| 03.   | Michael Matthews     | AUS    | Orica GreenEdge            | gleiche Zeit            | 070    |
| 04.   | Peter Sagan          | SVK    | Tinkoff-Saxo               | gleiche Zeit            | 060    |
| 05.   | Niccolò Bonifazio    | ITA    | Lampre-Merida              | gleiche Zeit            | 050    |
| 06.   | Nacer Bouhanni       | FRA    | Cofidis, Solutions Crédits | gleiche Zeit            | –      |
| 07.   | Fabian Cancellara    | SUI    | Trek Factory Racing        | gleiche Zeit            | 030    |
| 08.   | Davide Cimolai       | ITA    | Lampre-Merida              | gleiche Zeit            | 020    |
| 09.   | Tony Gallopin        | FRA    | Lotto Soudal               | gleiche Zeit            | 010    |
| 10.   | Edvald Boasson Hagen | NOR    | MTN-Qhubeka                | gleiche Zeit            | –      |